# Septième (orgue)
Pour les articles homonymes, voir Septième.
La Septième ou jeu de septième est un jeu d'orgue appartenant à la famille des mutations.
Étymologie : de sept, parce qu’elle désigne le septième degré de l'échelle diatonique en même temps que le septième harmonique naturel, correspondant approximativement à un si bémol pour une fondamentale de do.

## Description
La septième est un jeu de mutation rare. Elle est généralement flûtée, de même famille de timbre que le Nasard ou le Larigot. C’est un jeu de 1 1⁄7 pied aux manuels, plus rarement de 2 2⁄7 (harmonique du 16). On l’utilise dans le Cornet décomposé à la septième constitué comme suit : Bourdon 8, Flûte ou Prestant 4, Nasard, Quarte de Nasard, Tierce, Larigot et Septième. À la pédale on peut la trouver en 4 4/7, il s'agit alors de la Grosse Septième.

## Occurrences

### En rangs séparés, en France
- Septième 1 1⁄7, Grand Chœur : Notre Dame de Paris, orgue Cavaillé-Coll/Boisseau.
- Septième 2 2⁄7, Solo : Notre Dame de Paris, orgue Cavaillé-Coll/Boisseau.

ainsi que d'autres instruments importants de Cavaillé-Coll (Sacré-Cœur de Montmartre, Saint-Sulpice…).
Des instruments néo-classiques français d'une certaine importance en comportaient aussi, à l'instar de ceux de Saint-Etienne-du-Mont à Paris (Beuchet-Debierre), Studio 104 (salle Olivier-Messiaen) de la Maison de la Radio à Paris (Danion-Gonzalez ; actuellement à la cathédrale Notre-Dame-de-la-Treille de Lille). Bernard Dargassies, repreneur de la maison Gonzalez, l'intégra aussi dans certains instruments, par exemple, à Paris, les grands orgues de Notre-Dame-du-Perpétuel-Secours (orgue neuf à partir d'éléments existants) et de la basilique Sainte-Clotilde (restauration de l'orgue Cavaillé-Coll, avec ajouts).
À la lecture de ce qui précède, on pourrait déduire hâtivement que les septièmes n'apparaissent, en France, que dans les grands instruments parisiens. Ce n'est pas tout à fait le cas, cf. l'ajout, par Daldosso en 2008, de 1 rangs de septième sur le nouvelle orgue.

### En tant que rang d'une mutation composée
La septième fut surtout employée de cette manière dans les orgues allemandes, certaines mixtures et certains cornets y comprenant un rang de septième : Septimenkornett, Septimensesquialtera, Septimenzimbel, Septième Mixture, Septerz, Sept-Terzian, Sept-Terziansharf, Terz Septa.
Une occurrence récente, en France, est l'orgue Van den Heuvel de St Eustache à Paris, ainsi que d'autres instruments conçus avec la collaboration ou sous l'influence de Jean Guillou.
Il est établi, avec un bon degré de certitude, que certaines mixtures de l'orgue Cavaillé Coll de St Sulpice comportaient également des tierces et septièmes, à l'origine. Marcel Dupré les aurait fait éliminer sous son titulariat.

## Utilisation
La septième donne une forte coloration, proche de celles des jeux d'anches, lorsqu'elle est employée en soliste dans un cornet ou une combinaison de jeux apparentée. Elle a parfois été proposée comme substitut d'anche (à bas coût) par certains théoriciens de l'Orgelbewegung en Allemagne (p.ex. Walter Supper).
En revanche, l'harmonique sept émis par ce jeu est étranger à la gamme chromatique tempérée ; utiliser un jeu de septième en accords donne parfois des résultats désagréables (dissonnance, sensation de frottement), si ce jeu est harmonisé relativement fort.
La littérature organistique réclame rarement ce jeu. Parmi les compositeurs prescrivant explicitement son usage dans leurs indications de registration, on peut mentionner : Marcel Dupré, Jean-Louis Florentz, Jean Guillou...

## Dénominations
- Français : SEPTIÈME
- Anglais : SEVENTH, FLAT SEPTIME, FLAT SEVENTH, FLAT TWENTY-FIRST, TWENTY FIRST, FLATTED, SHARP TWENTIETH
- Allemand : SEPTIME
- Italien : SETTIMA, XXIa (Ventunesima)